# Högnorska
Högnorska (Høgnorsk) är den vanliga benämningen på en inofficiell och idag föga använd form av nynorska. 
Den grundar sig på den ursprungliga målform som Ivar Aasen sammanställde. Rörelsens förespråkare anser att den nutida nynorskan i alltför hög omfattning närmat sig till bokmålet på bekostnad av grammatisk enhetlighet och logik samt utan att ta hänsyn till det äktnorska. Högnorskan är betydligt mer puristisk än den vanliga nynorskan, som i sin tur är mer puristisk än bokmålet. Inom den högnorska språkrörelsen håller man hårt på Ivar Aasens tanke att rensa språket från onödiga lånord.